# Australian Greens
Die Australian Greens, im Allgemeinen als The Greens bekannt, ist die nationale Grüne Partei in Australien. Sie hat ihren Ursprung in einer Protestbewegung gegen einen geplanten Damm am Franklin River auf Tasmanien in den 1980ern. Aber ihre politischen Themen erstrecken sich heute über Umweltprobleme hinaus auch auf Friedensbewegung, Basisdemokratie („Grassroots Democracy“) und Soziale Gerechtigkeit.

## Politische Ideologie
Die Grünen bezeichnen sich heute als eine Partei der „Neuen Politik“. Lance Armstrong, ehemaliges Mitglied des Tasmanischen Abgeordnetenhauses für die tasmanische Grüne Partei, bezeichnete ihre Position als „... weder links noch rechts, sondern fortschrittlich“. Mitglieder anderer australischer Parteien bezeichnen die grüne Politik beständig als „radikal“. Der vorherrschenden Auffassung nach sind die Grünen im linken Parteienspektrum anzusiedeln.
In der Charta werden „4 Säulen“ als Grundlage ihrer Politik aufgeführt: soziale Gerechtigkeit, Nachhaltigkeit, Basisdemokratie („Grassroots Democracy“) sowie Frieden und Gewaltlosigkeit. Im Verfolgen dieser Grundprinzipien haben die Grünen auch weitere (oft kontrovers diskutierte) Positionen angenommen: (Legalisierung der) Sterbehilfe, Unternehmensbesteuerung sowie Entkriminalisierung bzw. Legalisierung von Drogen.
Die steigende Anzahl an Wählerstimmen für die Grünen hat ihnen zu vermehrter Aufmerksamkeit der anderen Parteien sowie der Medien verholfen. Trotz der eher linksorientierten Politik haben die Grünen in etlichen als konservativ angesehenen Wahlbezirken (zum Beispiel Kooyong/Victoria oder dem Heimatwahlkreis von Premierminister John Howard Bennelong/New South Wales) sowie in fortschrittlichen wie Sydney und Melbourne hohe Stimmenanteile verbuchen können.
Die Grünen unterscheiden sich von den anderen großen Parteien in einer Reihe von in der Öffentlichkeit oft diskutierten Positionen, zum Beispiel beim Umgang mit Asylbewerbern. Dadurch sind sie ihren Ruf als „Ein-Themen-Partei“ losgeworden.

## Struktur
Die Australian Greens sind, wie alle australischen Parteien, föderalistisch aufgebaut. Das heißt, es gibt in jedem Bundesstaat eigenständige grüne Parteien die dann in einer landesweiten grünen „Dachorganisation“, den Australian Greens, zusammengeschlossen sind. Diese ist dann auch für das gemeinsame Programm zuständig. Die oberste Entscheidungsebene ist der National Council (vgl. Parteirat von Bündnis 90/Die Grünen). Er besteht aus Mitgliedern der untergeordneten (bundesstaatlichen) grünen Parteien und entscheidet zumeist im gemeinsamen Konsens.
Formal gibt es keine/n Vorsitzende/n. Trotzdem gibt es den Australian Greens Coordinating Group (AGCOG), der sich aus den nationalen Amtsträgern, dem National Convenor (einer Art Geschäftsführer), dem Secretary (eine Art Generalsekretär), dem Schatzmeister (Treasurer) sowie Partei-Delegierten der Bundesstaaten bzw. Territorien zusammensetzt. Außerdem gibt es einen Parteisprecher (Public Officer), einen Party Agent und einen Registered Officer.
Die Grünen haben neun Senatoren im Senat, dem australischen Oberhaus:
- Senator Nick McKim (Tasmanien)
- Senator Peter Whish-Wilson (Tasmanien)
- Senatorin Lee Rhiannon (New South Wales)
- Senatorin Larissa Waters (Queensland)
- Senatorin Sarah Hanson-Young (South Australia)
- Senator Richard Di Natale (Victoria)
- Senatorin Janet Rice (Victoria)
- Senator Scott Ludlam (Western Australia)
- Senatorin Rachel Siewert (Western Australia)

Diese Struktur hat ein vorheriges System ersetzt, wonach die für die jeweiligen Themengebiete zuständigen Sprecher vom National Council ernannt worden sind.
Der National Council hat eine Reihe von Arbeitsgruppen eingeführt, die auch direkt jedes Mitglied beteiligen. Sie haben beratende Funktion bei der Entwicklung der politischen Strategie, der Parteiorganisation oder bei anderen vom National Council angeordneten Aufgaben.
Alle Entscheidungen und Strategien müssen von den einzelnen Parteien der Bundesstaaten ratifiziert werden.
Auf einem Parteitag am 12. November 2005 in Hobart, gaben die Grünen ihre lang gehegte Tradition auf, keinen offiziellen Parteivorsitzenden zu ernennen, und entscheiden sich für einen Prozess, bei dem der Fraktionsvorsitzende im Senat (und somit höchstrangige Grüne) vom sog. Greens Party Room gewählt werden sollte. Am 28. November wurde dann Bob Brown – der lange sowohl von Parteimitgliedern als auch von Außenstehenden als De-facto-Parteivorsitzender gesehen wurde – ohne nennenswerten Widerstand gewählt.

## Geschichte

### Ursprünge
Die grüne Bewegung entwickelte sich aus Umweltkampagnen in Tasmanien heraus. Der Vorgänger der Tasmanian Greens (dem ältesten Grünen-Verband in Australien und der Welt), die United Tasmania Group, wurde 1972 während des Kampfes gegen den Bau von Staudämmen zur Aufstauung des Lake Pedder gegründet. Die Gruppe konnte aber den Bau nicht verhindern und schaffte es auch nicht politische Ämter zu besetzen. Einer der damaligen Kandidaten war Bob Brown, damals noch Arzt in Launceston (Tasmanien).
In den späten 1970ern und frühen 1980ern gelang es dem Umweltaktivisten Norm Sanders im Zuge einer Kampagne gegen den Bau eines Staudammes am Franklin River für die Australian Democrats ins Tasmanische Parlament einzuziehen. Brown, damals Direktor der tasmanischen Wilderness Society, stellte sich bei der Wahl als unabhängiger Kandidat auf, schaffte es jedoch nicht ins Parlament gewählt zu werden. 1982 trat Sanders von seinem Amt zurück und Brown nahm seinen Platz ein.

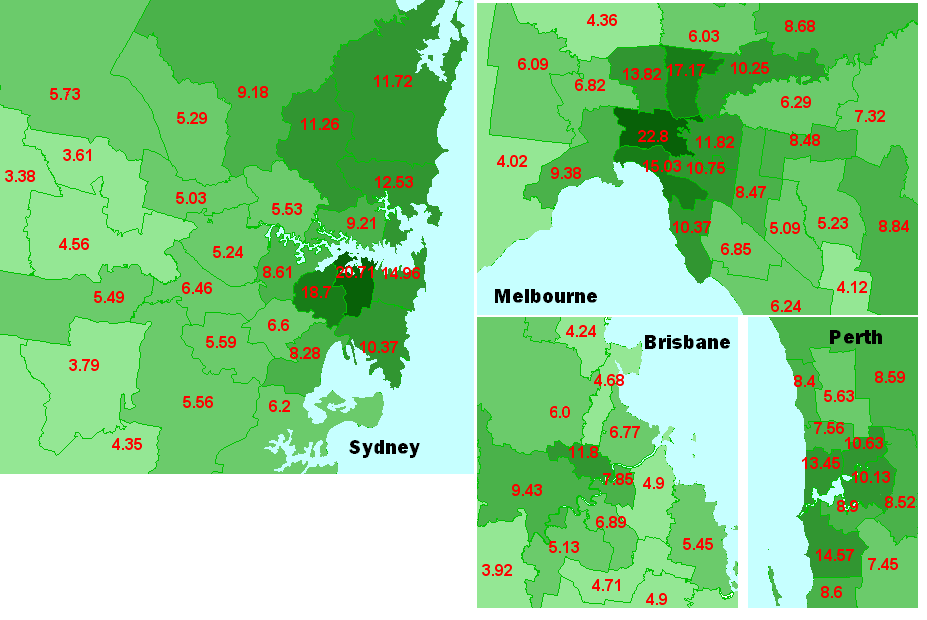
Die Hochburgen der Australian Greens liegen in den Großstädten. Beispielhaft hier der Stimmenanteil in den Städten Melbourne, Sydney, Brisbane und Perth bei der Wahl 2007

Während ihres Australien-Besuchs 1984 drängte die westdeutsche Grünen-Politikerin Petra Kelly die verschiedenen grünen Gruppierungen, eine gemeinsame nationale Identität zu entwickeln. Teilweise aufgrund dieses Aufrufes versammelten sich 50 grüne Aktivisten im Dezember desselben Jahres in Tasmanien um eine nationale Konferenz zu organisieren. Die Grünen erlangten ihren ersten Parlamentssitz, als Senatorin Josephine Vallentine (Western Australia), die für die Nuclear Disarmament Party (etwa: „atomare Abrüstungs-Partei“) gewählt wurde und später als unabhängig galt, den Grünen beitrat.
1992 versammelten sich Grüne aus dem ganzen Land in Sydney um die Australian Greens zu gründen. Einige, v. a. die Western Australian Green Party, behielten ihre eigenständige Identität aber noch eine Weile. Bob Brown trat 1993 von seinem tasmanischen Parlamentsposten zurück und wurde 1996 mit seiner Wahl als Senator für Tasmanien der erste gewählte Australian Greens-Kandidat.
Die erfolgreichste Grüne Partei in dieser Zeit war die Western Australian Green Party, zu der Zeit noch eigenständig. Auf deren Senatorin Josephine Vallentine folgte 1992 Christabel Chamarette, und 1993 wurde mit Dee Margetts eine weitere Senatorin aus West-Australien gewählt. Vallentine (1996) und Camarette (1998) verloren aber ihre Senatssitze wieder, und Bob Brown blieb der einzige grüne Senator.

### Wahl 2001
Am 10. November 2001 stand die Wahl aller 150 Sitze im australischen Repräsentantenhaus sowie 40 der 76 Sitze im Senat an. Sie stand im Zeichen der Terroranschläge vom 11. September und der hitzigen Debatte um das norwegische Frachtschiff „MS Tampa“, das mehrere hundert indonesische Flüchtlinge vor den Christmas Islands (zu Australien gehörend) aus Seenot gerettet hatte. Australien weigerte sich hartnäckig die Flüchtlinge aufzunehmen und letztendlich erklärte sich Nauru gegen finanzielle Zugeständnisse von australischer Seite bereit sie aufzunehmen.
Senator Brown bezog klar Stellung gegen die stark restriktive Flüchtlings- und Asylpolitik von Premierminister Howard, was zu einer vermehrten Zustimmung für die Grünen u. a. von unzufriedenen Labor-Wählern führte. Das spielte eine entscheidende Rolle bei der Wahrnehmung der Grünen als mehr als nur eine „Ein-Themen-Partei“.
Bei den Stimmen für das Repräsentantenhaus erhielten die Grünen 569.075 Stimmen (4,3 % bzw. +2,4 %), was aber nicht für einen Sitz reichte. Bei der Senatswahl erhielten sie 570.509 Stimmen (4,9 % bzw. +2,2 %), was ihnen einen zusätzlichen Senatsposten einbrachte.
2002 gewannen die Australian Greens zum ersten Mal einen Sitz im Repräsentantenhaus, als Michael Organ eine Nachwahl in Cunningham, New South Wales gewann.

### Wahl 2004
Bei den Wahlen 2004 erhielten die Grünen 841.734 Stimmen (7,2 % bzw. +2,2 %), was ihnen 4 Senatoren im Senat ermöglichte. Da die Regierung von John Howard aber jetzt auch im Senat die Mehrheit gewann sank der legislative Einfluss der Grünen. Im Repräsentantenhaus verlor Michael Organ seinen Sitz gegen einen Labor-Kandidaten.
Die christlich-orientierte Family First Party schaltete im Vorfeld der Wahlen im Rahmen einer massiven Medienkampagne einen TV-Spot, in dem die Australian Greens als „Extreme Greens“ bezeichnet wurden. Aufgrund des extrem komplizierten Wahlsystems, v. a. für die Senatswahl, wo es eine Art Ranking der Parteien untereinander gibt, verloren die Grünen einige Vorteile in der Berechnung der Stimmen und ihrer Wertigkeit an die Family First Party. Obwohl die Grünen also mehr als viermal so viele Stimmen erhielten, zog statt David Risstrom der Family First-Kandidat Steve Fielding in den Senat ein. In Tasmanien gelang es der Grünen Christine Milne nur äußerst knapp ihren Senatssitz gegen den Family First-Kandidaten zu verteidigen, obwohl sie deutlich mehr Stimmen erhielt. Nur das hohe Vorkommen von sog. „below-the-line“-Stimmen in Tasmanien verhinderte den durch das Ranking begünstigten Stimmenaustausch zwischen Labor Party und Family First.
Die Grünen konnten in fast allen Wahlbezirken des Repräsentantenhauses und für alle Senatspositionen Kandidaten aufstellen.

### Kontroverse mit der Herald Sun
Im August 2004 titelte die Melbourner Zeitung The Herald Sun in ihrer Titelstory „Greens back illegal drugs“ (etwa: „Grüne befürworten illegale Drogen“). Der Artikel erhielt eine beträchtliche mediale Beachtung und wurde von den Grünen kritisch gegenüber stehenden Gruppen weiter verbreitet. Als Antwort auf diesen Artikel reichte der Parteivorsitzende Bob Brown beim Australian Press Council (dem australischen Presserat) Beschwerde ein. Dieser kam zu dem Urteil, dass der Artikel eine Reihe falscher Behauptungen enthielt und wertete ihn als „unverantwortlichen Journalismus“. Ein Einspruch des Herald Sun wurde abgelehnt und die Zeitung wurde verpflichtet, die Entscheidung des Presserats zu veröffentlichen. Brown sagte: „Das war kein Unfall oder Fehler. Das Ziel war, die Grünen zu attackieren, nicht durch die Kommentar-Spalte, sondern durch die Nachrichten-Seite. Das Ergebnis dieser Erfindungen über die Politik der Grünen war der Verlust zehntausender Stimmen und, in meiner Kalkulation, von Parlamentssitzen.“

## Zusammenarbeit mit anderen politischen Gruppen
Die Grünen haben formal keine Verbindungen zu anderen, von den Medien als „grüne Gruppen“ (Green groups) bezeichneten, Umweltgruppen wie zum Beispiel Australian Conservation Foundation, The Wilderness Society und Greenpeace Australia Pacific, von denen alle behaupten nicht politisch zu sein. Trotzdem sind eine beträchtliche Anzahl an Grünen-Mitgliedern auch Mitglieder einer oder mehrerer dieser Gruppen. Im Vorfeld von Wahlen kommt es manchmal zu einem Wettbewerb mit einigen dieser Gruppierungen, die grüne Ziele am liebsten in Zusammenarbeit mit der Labor Party oder der Liberal Party verwirklicht sehen. Tendenziell bevorzugen die Grünen Verhandlungen mit der Labor Party um durch das gegenseitige Ranking die Chance von grünen Senatskandidaten zu erhöhen und damit auch grüne Themen wie die Zerstörung der tasmanischen Wälder auf die Tagesordnung zu bringen. Dadurch ist die Labor Party im grünen Ranking weiter oben angesiedelt als die Liberal Party, was aber nach allgemeinen Erkenntnissen den Ausgang der Wahlen 2001 und 2004 nicht entscheidend beeinflusst hat.

### Labor Party und Gewerkschaften
Viele Unterstützer der Labor Party und der Gewerkschaften sehen die Politik der Australian Greens als hinderlich für (die Schaffung von) Arbeitsplätzen in Bereichen wie Bergbau und Forstwirtschaft an. Linke Gewerkschafter und Mitglieder des linken „Social Left“-Flügels der Labor Party sympathisieren aber zuweilen bereitwilliger mit den Grünen, v. a. mit deren Sozialpolitik. Einige Gewerkschafter der National Tertiary Education Union (NTEU) (Gewerkschaft der Universitätsangestellten) sind sogar schon für die Grünen bei Parlamentswahlen angetreten. Ein Labor-Abgeordneter, Kris Henna (Mitchell, South Australia), trat 2003 zu den Australian Greens über – im Februar 2006 trat er aber wieder aus und stellte sich bei den Wahlen zum Landesparlament von South Australia als unabhängiger Kandidat auf.
Trotzdem sympathisiert der linke Labor-Flügel nicht durchgängig mit den Grünen. Die Ähnlichkeiten zwischen beiden Gruppen führen dazu, dass beide häufig um dieselbe Wählergruppe werben. Die wachsende Popularität der Grünen macht sie zu einer ernst zu nehmenden Gefahr für die Labour Party. 2002 schrieb Lindsay Tanner, prominentes Mitglied des „Social Left“-Flügels: „Das Aufkommen der Grünen hat bereits der Fähigkeit der Australian Labor Party, neue Mitglieder unter jungen Leuten anzuziehen, geschadet.“ Bei den Wahlen 2004 drohte Tanners eigener Parlamentssitz in Melbourne, Victoria laut Umfragen an die Grünen verloren zu gehen. Während des Wahlkampfes bezeichnete Tanner die Grüne Politik als „mad“ (verrückt). Letztendlich konnte sie ihren Sitz aber mit komfortabler Mehrheit verteidigen.

### Konservative Gruppen
Beziehungen zwischen den Grünen und konservativen Parteien sind durchweg auf ein Minimum begrenzt. Von Mitgliedern der Liberal-Nationalen Regierungskoalition (Liberal Party of Australia und Nationale Partei Australiens) wurden die Grünen im Wahlkampf 2004 als „Umweltextremisten“ und sogar als „Faschisten“ beschimpft. Der Parteivorsitzende der Christian Democratic Party, Fred Nile, und der ehemalige National Party-Vorsitzende John Anderson beschrieben die Grünen als „Wassermelonen“, sie seien „außen grün und im Inneren rot“. Premierminister und Liberal Party-Vorsitzender John Howard sagte „Den Grünen geht es nicht nur um die Umwelt. Sie haben eine ganze Reihe anderer sehr, sehr verrückter Ansichten was Dinge wie Drogen und den ganzen anderen Kram angeht.“

### Rivalität mit den Demokraten
Die Australian Greens haben politisch viel mit den Australian Democrats gemein, teilweise bei Umwelt- und sozialen Themen. Diese Tatsache führt zu regelmäßigen Debatten über Vorschläge, beide Parteien zu vereinen. Trotzdem haben die Grünen und Demokraten häufig unterschiedliche Ansichten der Wirtschaftspolitik (zum Beispiel über die Mehrwertsteuer von 10 %, die von der liberalen Regierung mit Unterstützung der Demokraten eingeführt wurde) sowie über die Bereitwilligkeit mit der die Demokraten mit der gegenwärtigen Regierung zusammenarbeiten.
Die Demokraten fuhren lange einen moderaten Kurs zwischen den beiden großen Parteien, wohingegen die Grünen weniger bereitwillig Kompromisse mit den großen Parteien zu Ungunsten ihrer Positionen eingehen wollen. Dieser Unterschied und die Tatsache, dass beide Parteien um Wählerschichten werben, die nach einer Alternative für die Liberal Party und der Labor Party suchen, hat zu einer Rivalität zwischen beiden Parteien geführt. In diesem Zusammenhang wird der Rückgang der Wählerstimmen für die Australian Democrats der wachsenden Unterstützung für die Australian Greens angelastet. Trotzdem ist der Rückgang bei den Demokraten größer als der Zuwachs bei den Grünen, was als Indiz dafür angesehen wird, dass viele ehemalige demokratische Wähler zu den großen Parteien wechselten.

## Politik in den Bundesstaaten und Territorien
Die verschiedenen australischen Bundesstaaten und Territorien haben unterschiedliche Wahlsysteme, einige davon ermöglichen es den Grünen, im Parlament vertreten zu sein. In New South Wales, Victoria und Western Australia sind die Grünen mit Abgeordneten im Legislative Council (Oberhaus) vertreten, das durch Verhältniswahl gewählt wird. Die Grünen gewannen ihren ersten Oberhaussitz mit Mark Parnell 2006 in South Australia. Die Grünen haben außerdem Abgeordnete in der Australian Capital Territory Legislative Assembly in Canberra. In Queensland und dem Northern Territory verhinderte das Mehrheitswahlrecht den Grünen, einen Sitz im Landesparlament zu bekommen.
Das wichtigste Gebiet Grüner Politik war Tasmanien – der einzige Bundesstaat, in dem das Unterhaus durch Verhältniswahlrecht gewählt wird. Seit 1986 sind die Grünen so im tasmanischen Abgeordnetenhaus (dem House of Assembly) vertreten. Bei der Wahl 1989 gewannen die Grünen 5, Liberal Party 17 und Labor Party 13 Sitze. Nach verschiedenen politischen Zugeständnissen stimmten die Grünen einer Unterstützung der Labor-Minderheitsregierung zu. 1992 endete diese Unterstützung mit einem Streit über Arbeitsplätze in der Forstwirtschaft. Der tasmanische Premier (Ministerpräsident) Michael Field rief vorgezogene Neuwahlen aus, die die Liberal Party gewann. Später stimmten Liberale und Labor-Abgeordnete für eine Verkleinerung des Parlaments von 35 auf 25 Sitze, was es den kleineren Parteien erheblich erschwert, Sitze zu erlangen, weil sie für einen Sitz nun deutlich mehr Stimmen benötigen. Bei den Wahlen 1998 gewannen die Grünen nur noch einen Sitz, obwohl ihr Wähleranteil nur leicht gesunken war, hauptsächlich also wegen des neuen Wahlsystems. Bei den Wahlen 2002 zeigten sie sich wieder erholt und gewannen vier Sitze. Alle Sitze konnten bei der Wahl 2006 verteidigt werden, obwohl sie 1,5 % weniger Stimmen erhielten und die Medien im Vorfeld auf den Verlust zweier Sitze spekulierten.

## Frühere Abgeordnete der Australian Greens
- Senator Jo Vallentine (1990–1992), für die Greens Western Australia
- Senator Christabel Chamarette (1992–1996), für die Greens Western Australia
- Senator Dee Margetts (1993–1999), für die Greens Western Australia
- Senator Bob Brown (1996–2012)
- Senatorin Christine Milne (1998–2015)
- Senatorin Penny Wright (2011–2015)
- Senator Kerry Nettle (2001–2008)
- Michael Organ, Mitglied des Repräsentantenhauses (2002–2004)

Die Senatoren Vallentine, Chamarette und Margetts wurden alle für die Greens Western Australia gewählt, bevor diese den nationalen Australian Greens beitraten, was bedeutet, dass sie damals nicht als eigentliche „Grüne“-Senatoren gezählt wurden.